# 2024-es Formula Regionális Közel-Kelet-bajnokság
A 2024-es Formula Regionális Közel-Kelet-bajnokság a széria második idénye volt. Ez a konstrukció megfelel a Nemzetközi Automobil Szövetség (FIA) Formula–3-as géposztály előírásainak.

## Csapatok és versenyzők
Az összes résztvevő Tatuus F3 T-318-as modelljével és az Alfa Romeo 1,8 literes motorjával teljesítette a kiírást, amelyek Giti Tire abroncsokon futottak.
| Csapat                        | Rajtszám | Versenyző                | Kategória | Forduló |
| ----------------------------- | -------- | ------------------------ | --------- | ------- |
| R-ace GP                      | 1        | Tuukka Taponen           | Ú         | Összes  |
| R-ace GP                      | 2        | Jesse Carrasquedo Jr.    | Ú         | Összes  |
| R-ace GP                      | 19       | Kanato Le                | Ú         | 4–5     |
| R-ace GP                      | 20       | Zachary David            | Ú         | Összes  |
| R-ace GP                      | 34       | Martinius Stenshorne     |           | 1–3     |
| Mumbai Falcons Racing Limited | 3        | Ugo Ugochukwu            | Ú         | Összes  |
| Mumbai Falcons Racing Limited | 8        | Rafael Câmara            |           | Összes  |
| Mumbai Falcons Racing Limited | 13       | James Wharton            | Ú         | Összes  |
| Mumbai Falcons Racing Limited | 23       | Arvid Lindblad           | Ú         | 1–3     |
| Xcel Motorsport               | 4        | Noah Lisle               | Ú         | Összes  |
| Xcel Motorsport               | 96       | Jaroszlav Veszelaho      | Ú         | Összes  |
| PHM AIX Racing                | 5        | Taylor Barnard           |           | Összes  |
| PHM AIX Racing                | 15       | Brando Badoer            | Ú         | Összes  |
| PHM AIX Racing                | 18       | Tasanapol Inthraphuvasak |           | Összes  |
| PHM AIX Racing                | 66       | Liu Zsuj-csi             | Ú         | Összes  |
| MP Motorsport                 | 6        | Bruno del Pino           |           | Összes  |
| MP Motorsport                 | 26       | Isaac Barashi            | Ú         | 3–5     |
| MP Motorsport                 | 47       | Nikhil Bohra             |           | Összes  |
| MP Motorsport                 | 55       | Valerio Rinicella        | Ú         | 1–2     |
| MP Motorsport                 | 77       | Emerson Fittipaldi Jr.   |           | Összes  |
| Saintéloc Racing              | 7        | Pedro Clerot             | Ú         | 1–2     |
| Saintéloc Racing              | 7        | Noah Strømsted           | Ú         | 3       |
| Saintéloc Racing              | 14       | Matteo De Palo           | Ú         | 1–2     |
| Saintéloc Racing              | 14       | José Garfias             |           | 3–5     |
| Saintéloc Racing              | 44       | Théophile Naël           | Ú         | Összes  |
| Saintéloc Racing              | 74       | Enzo Peugeot             | Ú         | 4–5     |
| Pinnacle Motorsport           | 12       | Alekszandr Abhazava      | Ú         | Összes  |
| Pinnacle Motorsport           | 64       | Mari Boya                |           | Összes  |
| Pinnacle Motorsport           | 69       | Finley Green             | Ú         | Összes  |
| Pinnacle Motorsport           | 99       | Giovanni Maschio         |           | Összes  |
| Evans GP                      | 17       | Edgar Pierre             | Ú         | 4–5     |
| Evans GP                      | 27       | John Bennett             | Ú         | Összes  |
| Evans GP                      | 43       | Costa Toparis            | Ú         | Összes  |
| R&B Racing                    | 22       | Vang Csungvej            |           | Összes  |
| R&B Racing                    | 29       | Gao Yujia                |           | Összes  |

| Ikon | Versenyző |
| ---- | --------- |
| Ú    | Újonc     |

## Versenynaptár
2023. augusztus 21-én jelentették be hivatalosan a 2024-es naptárt. A 2023-as szezonban szereplő Kuwait Motor Town fordulókat törölték a naptárból, és a bajnokság csak az Egyesült Arab Emírségekben rendezett versenyeket.
| Verseny | Verseny | Pálya                                                  | Dátum       |
| ------- | ------- | ------------------------------------------------------ | ----------- |
| 1       | V1      | Yas Marina Circuit, Yas Island (Corkscrew Circuit)     | Január 13.  |
| 1       | V2      | Yas Marina Circuit, Yas Island (Corkscrew Circuit)     | Január 14.  |
| 1       | V3      | Yas Marina Circuit, Yas Island (Corkscrew Circuit)     | Január 14.  |
| 2       | V4      | Yas Marina Circuit, Yas Island (Grand Prix Circuit)    | Január 20.  |
| 2       | V5      | Yas Marina Circuit, Yas Island (Grand Prix Circuit)    | Január 20.  |
| 2       | V6      | Yas Marina Circuit, Yas Island (Grand Prix Circuit)    | Január 21.  |
| 3       | V7      | Dubai Autodrome, Dubai Motor City (Grand Prix Circuit) | Február 3.  |
| 3       | V8      | Dubai Autodrome, Dubai Motor City (Grand Prix Circuit) | Február 3.  |
| 3       | V9      | Dubai Autodrome, Dubai Motor City (Grand Prix Circuit) | Február 4.  |
| 4       | V10     | Yas Marina Circuit, Yas Island (Grand Prix Circuit)    | Február 9.  |
| 4       | V11     | Yas Marina Circuit, Yas Island (Grand Prix Circuit)    | Február 10. |
| 4       | V12     | Yas Marina Circuit, Yas Island (Grand Prix Circuit)    | Február 10. |
| 5       | V13     | Dubai Autodrome, Dubai Motor City (Grand Prix Circuit) | Február 17. |
| 5       | V14     | Dubai Autodrome, Dubai Motor City (Grand Prix Circuit) | Február 18. |
| 5       | V15     | Dubai Autodrome, Dubai Motor City (Grand Prix Circuit) | Február 18. |

## Eredmények

### Összefoglaló
| Verseny | Verseny | Helyszín           | Pole-pozíció   | Leggyorsabb kör          | Győztes        | Győztes                       | Listavezető    | Előny |
| Verseny | Verseny | Helyszín           | Pole-pozíció   | Leggyorsabb kör          | Versenyző      | Csapat                        | Listavezető    | Előny |
| ------- | ------- | ------------------ | -------------- | ------------------------ | -------------- | ----------------------------- | -------------- | ----- |
| 1       | V1      | Dubai Autodrome    | Taylor Barnard | Tasanapol Inthraphuvasak | Taylor Barnard | PHM AIX Racing                | Taylor Barnard | 6     |
| 1       | V2      | Dubai Autodrome    |                | Taylor Barnard           | Arvid Lindblad | Mumbai Falcons Racing Limited | Taylor Barnard | 6     |
| 1       | V3      | Dubai Autodrome    | Taylor Barnard | Martinius Stenshorne     | Taylor Barnard | PHM AIX Racing                | Taylor Barnard | 6     |
| 2       | V4      | Yas Marina Circuit | Tuukka Taponen | Tuukka Taponen           | Tuukka Taponen | R-ace GP                      | Tuukka Taponen | 12    |
| 2       | V5      | Yas Marina Circuit |                | Mari Boya                | Théophile Naël | Saintéloc Racing              | Tuukka Taponen | 12    |
| 2       | V6      | Yas Marina Circuit | Tuukka Taponen | Tuukka Taponen           | Tuukka Taponen | R-ace GP                      | Tuukka Taponen | 12    |
| 3       | V7      | Dubai Autodrome    | Taylor Barnard | Tuukka Taponen           | Taylor Barnard | PHM AIX Racing                | Tuukka Taponen | 32    |
| 3       | V8      | Dubai Autodrome    |                | Mari Boya                | Nikhil Bohra   | MP Motorsport                 | Tuukka Taponen | 32    |
| 3       | V9      | Dubai Autodrome    | Rafael Câmara  | Rafael Câmara            | Rafael Câmara  | Mumbai Falcons Racing Limited | Tuukka Taponen | 32    |
| 4       | V10     | Yas Marina Circuit | Taylor Barnard | Tuukka Taponen           | Taylor Barnard | PHM AIX Racing                | Tuukka Taponen | 46    |
| 4       | V11     | Yas Marina Circuit |                | Rafael Câmara            | Rafael Câmara  | Mumbai Falcons Racing Limited | Tuukka Taponen | 46    |
| 4       | V12     | Yas Marina Circuit | Tuukka Taponen | Tuukka Taponen           | Tuukka Taponen | R-ace GP                      | Tuukka Taponen | 46    |
| 5       | V13     | Dubai Autodrome    | Tuukka Taponen | Tuukka Taponen           | Tuukka Taponen | R-ace GP                      | Tuukka Taponen | 79    |
| 5       | V14     | Dubai Autodrome    |                | Tasanapol Inthraphuvasak | Taylor Barnard | PHM AIX Racing                | Tuukka Taponen | 79    |
| 5       | V15     | Dubai Autodrome    | Tuukka Taponen | Tuukka Taponen           | Tuukka Taponen | R-ace GP                      | Tuukka Taponen | 79    |

### Pontrendszer
Az első tíz helyen végző versenyző szerez pontot.
| Helyezés | 1. | 2. | 3. | 4. | 5. | 6. | 7. | 8. | 9. | 10. |
| -------- | -- | -- | -- | -- | -- | -- | -- | -- | -- | --- |
| Pont     | 25 | 18 | 15 | 12 | 10 | 8  | 6  | 4  | 2  | 1   |

### Versenyzők
| Helyezés | Versenyző                | YMC1 | YMC1 | YMC1 | YMC2 | YMC2 | YMC2 | DUB1 | DUB1 | DUB1 | YMC3 | YMC3 | YMC3 | DUB2 | DUB2 | DUB2 | Pont |
| -------- | ------------------------ | ---- | ---- | ---- | ---- | ---- | ---- | ---- | ---- | ---- | ---- | ---- | ---- | ---- | ---- | ---- | ---- |
| 1        | Tuukka Taponen           | 2    | 6    | 4    | 1    | 4    | 1    | 2    | 7    | 2    | 2    | 5    | 1    | 1    | 5    | 1    | 255  |
| 2        | Taylor Barnard           | 1    | 8    | 1    | 16   | 22†  | 3    | 1    | 8    | 4    | 1    | 14   | 5    | 8    | 1    | 9    | 176  |
| 3        | Rafael Câmara            | 5    | Ki   | Ki   | 4    | 6    | 13   | 4    | 5    | 1    | 9    | 1    | 6    | 4    | 12   | 8    | 128  |
| 4        | Zachary David            | 8    | 2    | 10   | 6    | Ki   | 10   | 11   | 15   | Ki   | 4    | 3    | 3    | 2    | 6    | 4    | 112  |
| 5        | Mari Boya                | 6    | 7    | 5    | 3    | 3    | 26†  | 3    | 6    | Ki   | Hn   | 10   | 4    | 7    | 7    | 5    | 112  |
| 6        | James Wharton            | 4    | 24   | 7    | 5    | Ki   | 5    | 28†  | 12   | 5    | 5    | 4    | 2    | 6    | 3    | 11   | 111  |
| 7        | Ugo Ugochukwu            | 16   | 11   | 3    | 10   | Ki   | 7    | 6    | 4    | 9    | 6    | 2    | Ki   | 3    | 4    | 6    | 105  |
| 8        | Martinius Stenshorne     | 3    | 3    | 2    | 2    | 5    | 4    | 5    | 9    | 18   |      |      |      |      |      |      | 100  |
| 9        | Tasanapol Inthraphuvasak | 7    | 5    | Ki   | 9    | 2    | 14   | 8    | 2    | 8    | 15   | 13   | 8    | 9    | 2    | Ki   | 86   |
| 10       | Brando Badoer            | Ki   | 21   | 11   | 11   | 8    | 9    | 7    | 3    | 3    | Ki   | 15   | 7    | 5    | 25   | 2    | 76   |
| 11       | Théophile Naël           | 13   | 10   | 6    | 8    | 1    | 2    | 10   | Ki   | 10   | Ki   | Ki   | 12   | Ki   | 9    | 3    | 75   |
| 12       | Nikhil Bohra             | 14   | 16   | 13   | 12   | Ki   | 8    | 9    | 1    | 7    | 8    | 6    | 22†  | Ki   | 16   | Ki   | 49   |
| 13       | Arvid Lindblad           | 10   | 1    | 8    | 15   | 9    | 27†  | 14   | 10   | 24†  |      |      |      |      |      |      | 33   |
| 14       | Costa Toparis            | 21   | 25   | 18   | 14   | 18   | Ki   | 12   | 14   | 21   | 3    | 8    | 9    | 14   | 14   | 12   | 21   |
| 15       | Alekszandr Abhazava      | 9    | 4    | 16   | Ki   | 15   | 16   | 20   | 17   | 17   | 7    | Ki   | 23†  | 15   | Ki   | 16   | 20   |
| 16       | Bruno del Pino           | 17   | 9    | 12   | 17   | 12   | 19   | 13   | 13   | 6    | 10   | Ki   | 10   | 26   | 13   | 7    | 18   |
| 17       | Valerio Rinicella        | 11   | 26†  | 15   | 13   | 7    | 6    |      |      |      |      |      |      |      |      |      | 14   |
| 18       | Matteo De Palo           | 15   | 14   | 9    | 7    | 16   | 15   |      |      |      |      |      |      |      |      |      | 8    |
| 19       | Noah Lisle               | 19   | 12   | 17   | 20   | 10   | 11   | 15   | 11   | 11   | 11   | 7    | 11   | 27   | 24   | 14   | 7    |
| 20       | Emerson Fittipaldi Jr.   | 20   | 18   | Kiz  | 26   | Ki   | 12   | 21   | 22   | 12   | 17   | 11   | 15   | 10   | 8    | 19   | 5    |
| 21       | Giovanni Maschio         | 23   | 20   | 25†  | 18   | 23   | 17   | 24   | 23†  | 14   | 12   | 9    | Ki   | 19   | 18   | 20   | 2    |
| 22       | Kanato Le                |      |      |      |      |      |      |      |      |      | 19   | Ki   | Ki   | 11   | 10   | 13   | 1    |
| 23       | John Bennett             | 12   | 13   | 19   | Ni   | 13   | 22   | 18   | 24†  | 19   | 20   | 16   | Ki   | 18   | 15   | 10   | 1    |
| 24       | Enzo Peugeot             |      |      |      |      |      |      |      |      |      | 16   | 12   | Ki   | 12   | 11   | 17   | 0    |
| 25       | Jesse Carrasquedo Jr.    | 24   | 19   | 14   | 19   | 11   | 24   | 23   | 19   | 25   | 14   | Ni   | 16   | 13   | 21   | 15   | 0    |
| 26       | Liu Zsuj-csi             | 22   | 15   | 21   | 24   | 20   | 18   | 19   | Ni   | 16   | 13   | 21   | 13   | 17   | Ki   | 24   | 0    |
| 27       | José Garfias             |      |      |      |      |      |      | 17   | Ki   | 13   | 25†  | 17   | 14   | 16   | 19   | 18   | 0    |
| 28       | Pedro Clerot             | 18   | 17   | Ki   | 21   | 14   | Ki   |      |      |      |      |      |      |      |      |      | 0    |
| 29       | Isaac Barashi            |      |      |      |      |      |      | 22   | Ki   | 15   | 18   | 18   | 19   | 21   | Ki   | Ki   | 0    |
| 30       | Noah Strømsted           |      |      |      |      |      |      | 16   | 16   | Ki   |      |      |      |      |      |      | 0    |
| 31       | Gao Yujia                | 26   | 22   | 22   | 22   | 17   | 21   | 25   | 18   | 23   | 21   | Ki   | 17   | 20   | 17   | 23   | 0    |
| 32       | Edgar Pierre             |      |      |      |      |      |      |      |      |      | 22   | Ki   | 18   | 23   | 20   | 21   | 0    |
| 33       | Jaroszlav Veszelaho      | 25   | 23   | 20   | 23   | Ki   | 25†  | 27   | 21   | 20   | 24   | 19   | 21   | 22   | Ki   | Ki   | 0    |
| 34       | Finley Green             | Ni   | Ki   | 23   | 27†  | 19   | 20   | Vi   | Vi   | Vi   | Ki   | Ki   | 20   | 25   | 22   | Ki   | 0    |
| 35       | Vang Csungvej            | 27   | Ki   | 24†  | 25   | 21   | 23   | 26   | 20   | 22   | 23   | 20   | Ki   | 24   | 23   | 22   | 0    |
| Helyezés | Versenyző                | YMC1 | YMC1 | YMC1 | YMC2 | YMC2 | YMC2 | DUB1 | DUB1 | DUB1 | YMC3 | YMC3 | YMC3 | DUB2 | DUB2 | DUB2 | Pont |

| Szín       | Eredmény                                          |
| ---------- | ------------------------------------------------- |
| Arany      | Győztes                                           |
| Ezüst      | 2. helyezett                                      |
| Bronz      | 3. helyezett                                      |
| Zöld       | Pontot szerzett                                   |
| Kék        | Pont nélkül vagy helyezetlenül ért célba (nc, hn) |
| Lila       | Nem ért célba (ret, ki)                           |
| Piros      | Nem kvalifikálta magát (dnq, nk)                  |
| Piros      | Nem előkvalifikálta magát (dnpq, nek)             |
| Fekete     | Diszkvalifikálták (dsq, kiz)                      |
| Szürke     | Eltiltott, más pilóta versenyzett helyette (et)   |
| Fehér      | Nem indult (dns, ni)                              |
| Világoskék | Pénteki tesztpilóta (td, tp)                      |
| Üres       | Visszalépett (vi)                                 |
| Üres       | Nem gyakorolt (dnp, ne)                           |
| Üres       | Beteg vagy sérült volt (inj, bet, sér, EÜ)        |
| Üres       | Kizárt (ex, kiz)                                  |
| Üres       | Nem érkezett meg (dna, nj)                        |
| Üres       | Törölt futam (T)                                  |

| Újonc |

### Csapatok
| Helyezés | Csapat                        | Pont |
| -------- | ----------------------------- | ---- |
| 1        | R-ace GP                      | 410  |
| 2        | PHM AIX Racing                | 240  |
| 3        | Mumbai Falcons Racing Limited | 223  |
| 4        | Pinnacle Motorsport           | 118  |
| 5        | Saintéloc Racing              | 83   |
| 6        | MP Motorsport                 | 81   |
| 7        | Evans GP                      | 22   |
| 8        | Xcel Motorsport               | 7    |
| 9        | R&B Racing                    | 0    |